# Ocoelophora lentiginosaria
Ocoelophora lentiginosaria là một loài bướm đêm trong họ Geometridae.